# Селище (Солецкий район)
Селище — деревня в Солецком районе Новгородской области.

## География
Находится в западной части Новгородской области на расстоянии приблизительно 14 км на юго-восток по прямой от районного центра города Сольцы.

## История
На карте 1840 года уже была обозначена. В 1909 году здесь (деревня Старорусского уезда Новгородской губернии) было учтено 23 двора. До 2020 года входила в состав Выбитского сельского поселения.

## Население
Численность населения: 120 человек (1909 год), 8 (русские 100 %) в 2002 году, 3 в 2010.